# Il mio tiglio a Malesco
Il mio tiglio a Malesco è un dipinto, olio su tavola, del pittore italiano, di Carlo Bazzi realizzato nel 1901 che raffigura un giardino con un tiglio a Malesco, nella provincia del Verbano in Val Vigezzo. 
Il dipinto è fa parte della collezione del museo Gallerie d'Italia.